# Nowy Szczeglin
Nowy Szczeglin – wieś sołecka w Polsce położona w województwie mazowieckim, w powiecie makowskim, w gminie Sypniewo.
W latach 1975–1998 miejscowość administracyjnie należała do województwa ostrołęckiego.
Wierni Kościoła rzymskokatolickiego należą do parafii św. Małgorzaty w Gąsewie Poduchownym.